# Berghäuser (Hochkirch)

Luftbildpanorama von Lehn mit Berghäuser (links am Berghang)

Die Berghäuser, obersorbisch Hórske chěže, sind eine zum Ortsteil Lehn gehörige Ansiedlung der Gemeinde Hochkirch in Sachsen.

## Geographie
Die Berghäuser befinden sich südwestlich von Lehn in den Wäldern am Nordhang des Richtersberges. Südwestlich wird die kleine Ansiedlung vom 542 m hohen Hochstein und 505,1 m hohen Kuppritzer Berg überragt. Von Jauernick führt eine Straße zu der Siedlung.

## Geschichte
Die aus vier Anwesen bestehende Siedlung wurde 1809 durch die Besitzer des Gutes Lehn für herrschaftliche Waldarbeiter angelegt. Im Oberreitschen Atlas ist in der Siedlung auch ein Lusthaus eingetragen.
Die Siedlung war bis 1957 Teil der Gemeinde Lehn. Mit dieser zusammen wurde sie nach Plotzen eingemeindet. Seit 1993 gehören die Berghäuser zur Gemeinde Hochkirch.